# Escritor jardineiro
A expressão "escritor jardineiro" foi difundida pelo escritor George R. R. Martin, conhecido por criar a saga As Crônicas de Gelo e Fogo. Refere-se a autores que constroem suas histórias de modo orgânico, permitindo que a trama evolua naturalmente, sem seguir um esquema fixo ou planejamento detalhado.  É como se o escritor plantasse a ideia e ela crescesse com esforço e tempo para uma história. 
“E então tem o jardineiro que cava o buraco no chão, coloca a semente e rega com seu sangue e vê o que sai. O jardineiro sabe certas coisas. Ele não é completamente ignorante. Ele sabe se plantou um carvalho, ou milho, ou uma couve-flor. Ele tem alguma ideia do formato, mas muito disso depende do vento e do clima e de quanto sangue ele dá e assim por diante.”

### Semelhantes
Escritor arquiteto